# La Canonja
La Canonja è un comune spagnolo di 5.842 (2018) situato nella comunità autonoma della Catalogna. È stato creato nel 2010, separandosi da Tarragona, cui era stato aggregato nel 1964.